# 212 (cântec)
„212” este single-ul de debut a rapperiței americane Azealia Banks. Baza muzicală a cântecului este cântecul "Float My Boat" a lui Basto și a lui fratele lui Toon (sub porecla "Lazy Jay"), care de asemenea a produs versiunea lui Banks. Piesa a fost lansata pe data de 6 decembrie 2011, în Statele Unite ale Americii ca single-ul principal al EP-ului ei 1991 (2012), si a fost de asemenea inclus mai târziu pe albumul ei de studio de debut Broke with Expensive Taste (2014). Piesa a fost numita dupa codul zonei 212 care acoperă Manhattan, New York unde Banks a crescut. În septembrie 2011 piesa a fost aleasă ca Piesa Saptămanii de Nick Grimshaw pe BBC Radio 1. Piesa a fost inclusă in mai multe publicări la sfarșitul anului 2011, Banks s-a poziționat pe numarul 9 de către Pitchfork Media și pe numarul 2 de către The Guardian.
Piesa a fost de asemenea inclusă în ultima ediție a cărtii "1001 Songs You Must Hear Before You Die" (ro. 1001 cântece care trebuie sa le auzi înainte de a murii).

## Videoclipul
Un videoclip care sa însoțească lansarea piesei "212" a fost lansat pe data de 12 septembrie 2011 cu o durată de trei minute si douazecișicinci de secunde. Videoclipul a fost regizat de către Vincent Tsang, videoclipul este filmat alb-negru, și o include pe Banks dansând în fața unui zid de cărămida și prim-planuri cu ea rappând în fața camerei.  În apariția lui Lazy Jay, videoclipul include de asemenea apariți din partea lui Lunice și Jacques Greene.

## Lista pieselor
Descărcare digitală
1. "212" (featuring Lazy Jay) – 3:25

## Clasamente
| Clasament (2011-12)              | Poziție maximă |
| -------------------------------- | -------------- |
| Australia (ARIA)                 | 68             |
| Australia (Urban ARIA)           | 20             |
| Belgia (Ultratop Flanders)       | 17             |
| Belgia (Dance Ultratop Flanders) | 2              |
| Belgia (Ultratop Wallonia)       | 34             |
| Belgia (Dance Ultratop Wallonia) | 36             |
| Uniunea Europeană (Euro Digital) | 16             |
| Irlanda (IRMA)                   | 7              |
| Țările de Jos (Dutch Top)        | 14             |
| Scoția (OCC)                     | 12             |
| Regatul Unit (UK Singles OCC)    | 12             |
| Regatul Unit (UK R&B OCC)        | 3              |

## Certificări
| Țara                       | Companie | Certificații (vânzări) |
| -------------------------- | -------- | ---------------------- |
| Regatul Unit               | (BPI)    | 400,000                |
| Statele Unite ale Americii |          | 250,000                |

Note
- reprezintă „disc de aur”;

## Istoricul lansărilor
| Țară                       | Dată            | Format                      | Casă de discuri | Ref.   |
| -------------------------- | --------------- | --------------------------- | --------------- | ------ |
| Regatul Unit               | 16 martie 2012  | Descărcare digitală         | Polydor         | [ 7 ]  |
| Canada                     | 24 aprilie 2012 | Descărcare digitală         | Interscope      | [ 8 ]  |
| Statele Unite ale Americii | 24 aprilie 2012 | Descărcare digitală         | Interscope      | [ 9 ]  |
| Statele Unite ale Americii | 5 iunie 2012    | Rhythmic contemporary radio | Interscope      | [ 10 ] |